# Jeanne Dielman, 23, quai du Commerce, 1080 Bruxelles
Jeanne Dielman, 23, quai du Commerce, 1080 Bruxelles is een Belgisch-Franse dramafilm uit 1975 onder regie van Chantal Akerman.

## Verhaal
De jonge Brusselse weduwe Jeanne Dielman woont met haar zestienjarige zoon Sylvain in een flat op de Handelskaai in Brussel en verdient geld met prostitutie. Haar leven is routineus en saai. Terwijl haar zoon overdag naar school gaat, doet zij het huishouden en ontvangt ze klanten. De minste verandering in haar routine vindt ze beangstigend. De film toont drie dagen uit haar leven en schetst haar alledaagse bezigheden in detail. 
De cliënten die naar haar kamer komen, voorzien haar van de financiële middelen die ze nodig heeft om haar huur te betalen, te leven en haar kind groot te brengen. Ze zijn in haar ogen nauwelijks te onderscheiden van de echtgenoot die ze niet meer heeft en van wie ze nooit heeft gehouden. Ze heeft zichzelf opgesloten in een leven zonder plezier tot de dag waarop het plezier arriveert. Op de derde dag bezorgt een klant haar een orgasme. De vrouw realiseert zich dat haar leven ondraaglijk wordt, en ze vermoordt deze cliënt uit berekening, door hem dood te steken met een schaar (gereedschap).

## Rolverdeling
| Acteur                  | Personage       |
| ----------------------- | --------------- |
| Delphine Seyrig         | Jeanne Dielman  |
| Jan Decorte             | Sylvain Dielman |
| Henri Storck            | Eerste klant    |
| Jacques Doniol-Valcroze | Tweede klant    |
| Yves Bical              | Derde klant     |

## Prijzen
In 2022 verkoos de British Film Institute (BFI) Jeanne Dielman tot beste film aller tijden. Sinds 1952 organiseert de BFI elke 10 jaar deze filmprijs met een professionele jury van meer dan 1.600 filmcritici, curatoren en andere filmkenners. Chantal Akerman was de eerste vrouwelijke regisseur ooit als winnares.